# 1492: Conquest of Paradise
1492 — Conquest of Paradise — музичний альбом гурту Vangelis. Виданий 1992 року лейблом Atlantic Records. Загальна тривалість композицій становить 54:42. Альбом відносять до напрямку Електронна музика.

## Список пісень
1. «Opening» (1:22)
2. «Conquest of Paradise» (4:48)
3. «Monasterio de La Rábida» (3:38)
4. «City of Isabel» (2:16)
5. «Light and shadow» (3:47)
6. «Deliverance» (3:28)
7. «West across the Ocean Sea» (2:53)
8. «Eternity» (1:59)
9. «Hispañola» (4:56)
10. 'Moxica and the horse" (7:06)
11. «Twenty eighth parallel» (5:14)
12. «Pinta, Nina, Santa Maria (into eternity)» (13:20)